# Адміністративний поділ Південно-Африканської Республіки
До 1994 року Південно-Африканська Республіка поділялася на 4 провінції: Капську, Наталь, Оранжева й Трансвааль. Сьогодні адміністративний поділ ПАР налічує 3 рівні.

## До 1994

## Перший рівень
Першим рівнем адміністративного поділу є провінції. Сьогодні їх 9:
| Карта | Провінція      | Столиця | Площа (тис. км²) | Населення (млн осіб, 2007 рік) |
| --- | -------------- | ------- | ---------------- | ------------------------------ |
| Північно-Західна Північнокапська Гаутенг Лімпопо Мпумаланга Фрі-Стейт Квазулу- · Наталь Східнокапська Західнокапська |                |         |                  |                                |
| Східнокапська | Бішо           | 169,58  | 6,53             |                                |
| Фрі-Стейт | Блумфонтейн    | 129,48  | 2,77             |                                |
| Гаутенг | Йоганнесбург   | 17,01   | 10,45            |                                |
| Квазулу-Наталь | Пітермаріцбург | 92,10   | 10,26            |                                |
| Лімпопо | Полокване      | 123,90  | 5,24             |                                |
| Мпумаланга | Мбомбела       | 79,49   | 3,64             |                                |
| Північнокапська | Кімберлі       | 361,83  | 1,06             |                                |
| Північно-Західна | Мафікенг       | 116,32  | 3,27             |                                |
| Західнокапська | Кейптаун       | 129,37  | 5,28             |                                |
| Загалом | Загалом        | 1219,08 | 48,50            |                                |

## Другий рівень
Провінції поділяються на округи (афр. Distrikte), які можуть бути міськими та сільськими.
- Перші мають назву Metropolitan municipalities (міські округи, 6 одиниць, великі міста),
- Інші — District municipalities (райони, 46 одиниць). Райони в свою чергу поділяються на (місцеві чи власно) муніципалітети, яких 231.

Деякі частини районів через свою незначну чисельність не входять до жодного місцевого муніципалітету, і є територіями районного підпорядкування.

## Бантустани
Крім того, з 1951 по 1994 рік в ПАР існували так звані бантустани — самокеровані області, відведені для проживання певних народностей. Поза бантустанов права чорного населення були істотно обмежені. Чотири з них отримали незалежність (у зв'язку з цим їх жителі були позбавлені громадянства ПАР), яку, втім, не визнала жодна держава, крім ПАР:
- Транскей (коса) — незалежність з 26 жовтня 1976
- Бопутатсвана (тсвана) — незалежність з 6 грудня 1977
- Венда (венда) — незалежність з 13 вересня 1979
- Кіскей (коса) — незалежність з 4 грудня 1981
- Газанкулу (тсонга)
- Кангване (свазі)
- Квандебеле (ндебеле)
- Квазулу (зулуси)
- Лебова (північні сото)
- Кваква (південні сото)

## Столиці
Більшістю країн світу офіційною столицею ПАР визнана Преторія, однак фактично в країні немає єдиного адміністративного центру: органи виконавчої влади розташовані в Преторії, парламент — в Кейптауні, Верховний суд — в Блумфонтейні. Це пов'язано з тим, що спочатку ПАР була федеративною державою, відповідно, при утворенні Південно-Африканського Союзу (з британських володінь зі столицею в Кейптауні, Помаранчевої вільної держави зі столицею в Блумфонтейні і Південноафриканської республіки (Трансвааля) зі столицею в Преторії) органи влади були розподілені по столицях які увійшли до складу держави.
Іноді стверджується, ніби Преторія була перейменована в Тшване. Це невірно: Тшване — назва міського муніципалітету, адміністративної одиниці, що стоїть на рівень нижче провінції (в даному випадку мова йде про провінцію Гаутенг). До складу муніципалітету Тшване входять міста Преторія, Центуріон (раніше Фервурдбург), Сошангуве і ряд дрібніших областей.